# 1-bromo-4-fluorobenzene
Il 1-bromo-4-fluorobenzene, a volte riportato impropriamente come 4-bromofluorobenzene, è un alogenuro arilico disostituito derivato dal benzene, in cui due atomi di idrogeno sono stati sostituiti con un atomo di bromo ed uno di fluoro in posizione para sull'anello. Viene utilizzato come reagente nelle sintesi organiche, nella gascromatografia e nella spettrometria di massa per la determinazione di sostanze aromatiche volatili.